# 杜家坪駅
杜家坪駅（とかへいえき）は、中華人民共和国湖南省長沙市雨花区にある長沙地下鉄4号線の駅である。

## 駅構造
- 島式ホーム1面

## 駅周辺
- 許光達故居